# Talladega County
Das Talladega County ist ein County im US-Bundesstaat Alabama der Vereinigten Staaten. Der Verwaltungssitz (County Seat) ist Talladega.

## Geographie
Das County liegt im mittleren Nordosten von Alabama, ist om Osten etwa 70 km von Georgia entfernt und hat eine Fläche von 1969 Quadratkilometern, wovon 54 Quadratkilometer Wasserfläche sind. Es grenzt im Uhrzeigersinn an folgende Countys: Calhoun County, Cleburne County, Clay County, Coosa County, Shelby County und St. Clair County.

## Geschichte
Talladega County wurde am 18. Dezember 1832 aus Teilen des Territoriums der Muskogee-Indianer gebildet. Seit 1834 ist Talladega Bezirkshauptstadt. Benannt wurde es nach der gleichnamigen ehemaligen Indianer-Ansiedlung.

### Historische Objekte

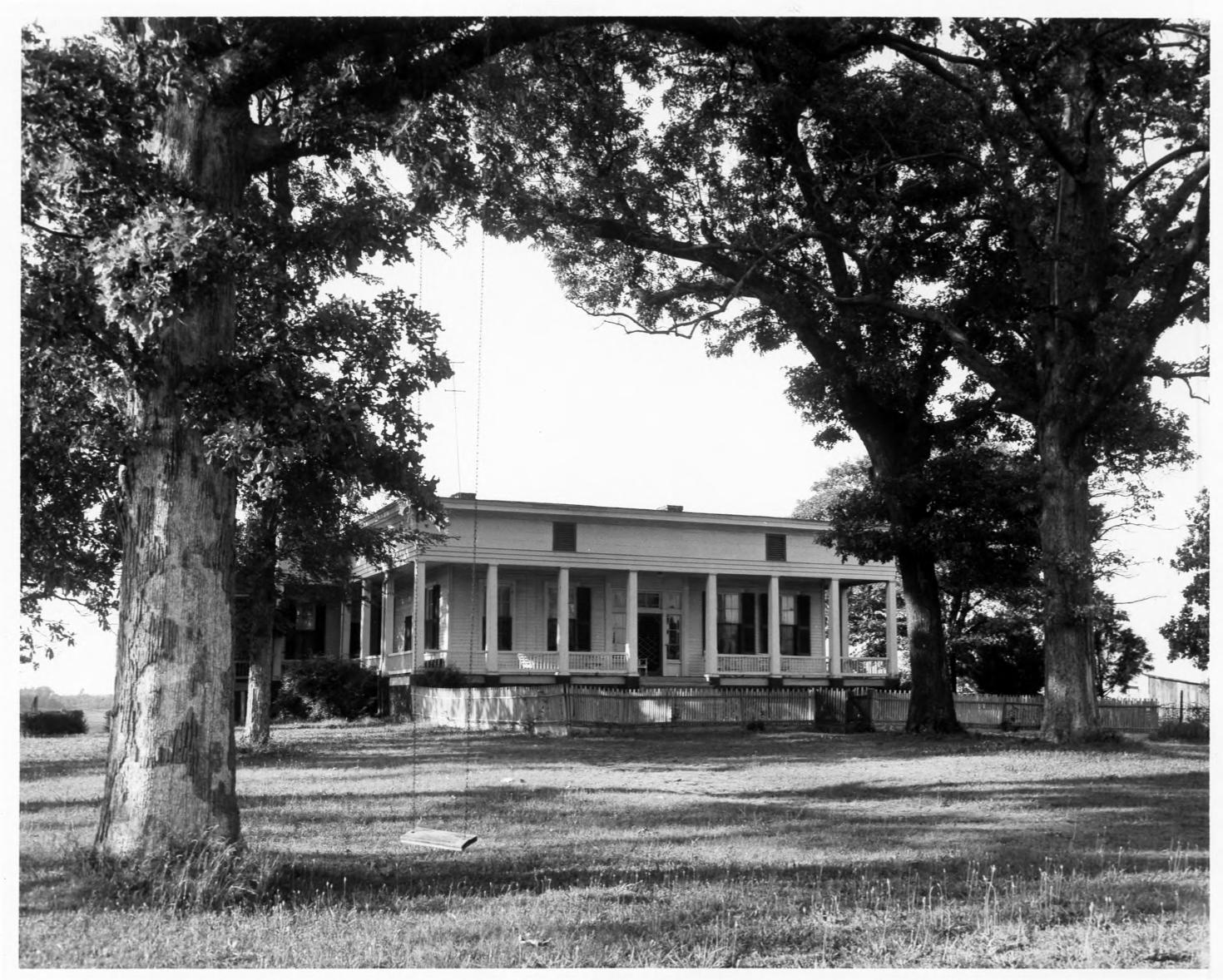
J.L.M. Curry House (1965)

Etwa 5 Kilometer nordöstlich von Talladega, an der Alabama State Route 21 steht das historische J.L.M. Curry House (auch bekannt als Jabez Lamar Monroe Curry House). Das Haus war Wohnsitz von Jabez Lamar Monroe Curry, und wurde am 15. Oktober 1966 vom National Register of Historic Places als historisches Denkmal mit der Nummer 66000154 aufgenommen. Es hat darüber hinaus seit Dezember 1965 den Status eines National Historic Landmarks. 24 Bauwerke und Stätten im County sind insgesamt im National Register of Historic Places (NRHP) eingetragen (Stand 13. April 2020), darunter mit der Swayne Hall eine weitere National Historic Landmark.

## Demographische Daten

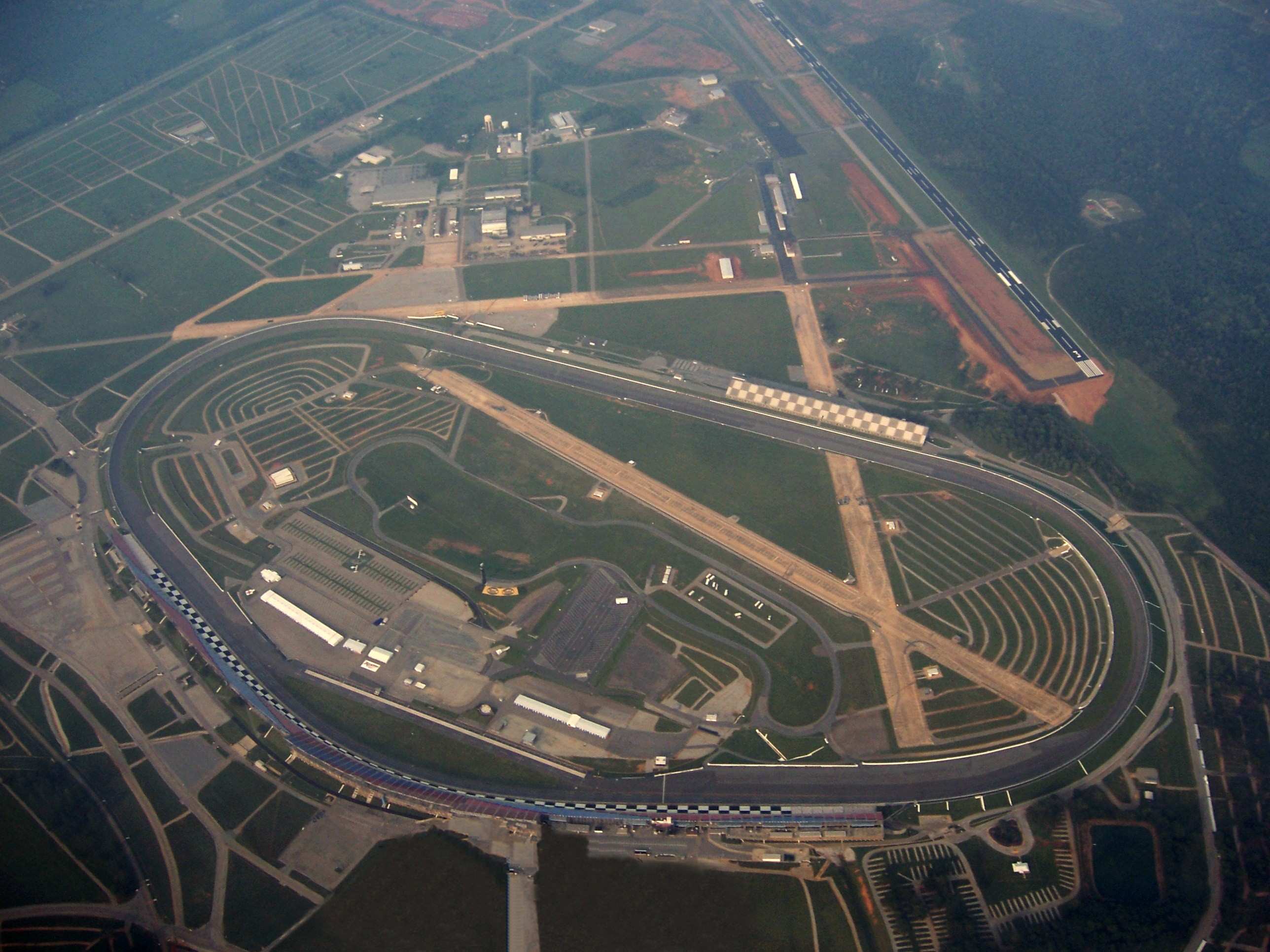
Luftaufnahme des Talladega Superspeedway bei Talladega

Volkszählung aus dem Jahr 2000 lebten im Talladega County 80.321 Menschen. Davon wohnten 3.701 Personen in Sammelunterkünften, die anderen Einwohner lebten in 30.674 Haushalten und 21.901 Familien. Die Bevölkerungsdichte betrug 42 Einwohner pro Quadratkilometer. Ethnisch betrachtet setzte sich die Bevölkerung zusammen aus 67,02 Prozent Weißen, 31,55 Prozent Afroamerikanern, 0,23 Prozent amerikanischen Ureinwohnern, 0,20 Prozent Asiaten, 0,02 Prozent Bewohnern aus dem pazifischen Inselraum und 0,27 Prozent aus anderen ethnischen Gruppen; 0,71 Prozent stammten von zwei oder mehr Ethnien ab. 1,01 Prozent der Bevölkerung waren spanischer oder lateinamerikanischer Abstammung.
Von den 30.674 Haushalten hatten 32,1 Prozent Kinder und Jugendliche unter 18 Jahren, die bei ihnen lebten. In 52,4 Prozent lebten verheiratete, zusammen lebende Paare, 15,2 Prozent waren allein erziehende Mütter, 28,6 Prozent waren keine Familien, 25,9 Prozent aller Haushalte waren Singlehaushalte und in 10,6 Prozent lebten Menschen im Alter von 65 Jahren oder darüber. Die Durchschnittshaushaltsgröße betrug 2,50 und die durchschnittliche Familiengröße betrug 3,00 Personen.
25,0 Prozent der Bevölkerung waren unter 18 Jahre alt, 9,0 Prozent zwischen 18 und 24, 28,8 Prozent zwischen 25 und 44, 23,9 Prozent zwischen 45 und 64 und 13,3 Prozent waren 65 Jahre oder älter. Das Durchschnittsalter betrug 37 Jahre. Auf 100 weibliche Personen kamen 95,7 männliche Personen und auf Frauen im Alter von 18 Jahren und darüber kamen 93,5 Männer.
Das jährliche Durchschnittseinkommen eines Haushalts betrug 31.628 USD, das Durchschnittseinkommen einer Familie 38.004 USD. Männer hatten ein Durchschnittseinkommen von 30.526 USD, Frauen 21.040 USD. Das Prokopfeinkommen betrug 15.704 USD. 13,9 Prozent der Familien und 17,6 Prozent der Einwohner lebten unterhalb der Armutsgrenze.

## Orte im Talladega County
- Allison Mills
- Alpine
- Barclay
- Bemiston
- Berneys
- Bon Air
- Carara
- Chandler Springs
- Childersburg
- Chinnabee
- Coldwater
- Coosa Court
- Coosa Pines
- Curry
- Dry Valley
- Eastaboga
- Emauhee
- Fayetteville
- Fishtrap
- Forest Hills
- Gantts Junction
- Gantts Quarry
- Grasmere
- Grove Park
- Hepzibah
- Hopeful
- Indian Hill
- Ironaton
- Jenifer
- Kentuck
- Kymulga
- Laniers
- Ledbetters
- Lincoln
- Martins Mill
- McAding
- McElderry
- Mignon
- Minor Terrace
- Mount Sharon
- Munford
- Nottingham
- Oak Grove
- Odena
- Old Eastaboga
- Oldfield
- Overbrook
- Oxford
- Pinewood Terrace
- Plantersville
- Rendalia
- Renfroe
- Reynolds Mill
- Saint Ives
- Silver Run
- Sliocco Springs
- Smiths Mill
- Stemley
- Stockdale
- Sulphur Spring
- Sycamore
- Sylacauga
- Talladega
- Talladega Springs
- Turner
- Waldo
- Winterboro
- Woolfolk
- Zubers